# Saleh al-Buraiki
Saleh al-Buraiki (arabisch صالح البريكي, DMG Ṣāliḥ al-Buraikī; * 27. Februar 1977) ist ein ehemaliger kuwaitischer Fußballnationalspieler. Er wurde als Mittelfeldspieler eingesetzt.
Er nahm mit Kuwait an den Olympischen Sommerspielen 2000 teil. Zudem gewann er mit dem kuwaitischen Team Bronze bei den Asienspielen 1998. Mit der kuwaitischen Nationalmannschaft nahm Saleh al-Buraiki an der Asienmeisterschaft 2000 und 2004 teil.